# 신룽구
신룽구(한국어: 신영구, 중국어: 新荣区, 병음: Xīnróng Qū)는 중화인민공화국 산시성 다퉁시의 행정구역이다. 넓이는 1006km2이고, 인구는 2007년 기준으로 100,000명이다.

## 행정 구역
2개 진, 6개 향을 관할한다.
- 진: 新荣镇,古店镇
- 향: 破鲁堡乡, 郭家窑乡, 花园湾屯乡, 西村乡, 上深涧乡, 堡子湾乡